# Ingrid van Houten-Groeneveld
Ingrid van Houten-Groeneveld (Berlim, 21 de outubro de 1921 – Oegstgeest, 30 de março de 2015) foi uma astrônoma neerlandesa.
Em um trabalho conjunto com Tom Gehrels e seu marido Cornelis Johannes van Houten, ela descobriu milhares de asteroides. Gehrels fez um levantamento do céu usando um telescópio Schmidt de 1,20 metros no Observatório Palomar e enviou as placas fotográficas aos van Houtens no Observatório de Leiden, que as analisou em busca de novos asteroides. Desta forma, os três descobriram milhares de asteroides.
O asteroide 1674 Groeneveld foi assim nomeado em sua homenagem.